# Aree naturali protette della Romania
In Romania esistono 14 parchi nazionali, che si estendono su una superficie di 3.223 km².
Complessivamente circa il 5,18% del territorio rumeno è tutelato (12.360 km²), incluso il delta del Danubio, che da solo corrisponde alla metà delle aree protette (2,43% della superficie della Romania).

## Parchi nazionali
| Nome                       | Luogo (Provincia)                         | Superficie (ha) | Anno di fondazione | Anno di proclamazione | Immagine | Sito                      |
| -------------------------- | ----------------------------------------- | --------------- | ------------------ | --------------------- | -------- | ------------------------- |
| Buila-Vânturarița          | Vâlcea                                    | 4.186           | 2005               | 2005                  |          | buila.ro                  |
| Călimani                   | Mureș, Suceava, Harghita, Bistrița-Năsăud | 24.041          | 1975               | 2000                  |          | calimani.ro               |
| Ceahlău                    | Neamț                                     | 7.742,5         | 1995               | 2000                  |          | ceahlaupark.ro            |
| Cheile Bicazului - Hășmaș  | Harghita, Neamț                           | 6.575           | 1990               | 2000                  |          | cheilebicazului-hasmas.ro |
| Cheile Nerei - Beușnița    | Caraș-Severin                             | 36.758          | 1990               | 2000                  |          | cheilenereibeusnita.ro    |
| Cozia                      | Vâlcea                                    | 17.100          | 1966               | 2000                  |          | cozia.ro                  |
| Delta del Danubio          | Tulcea                                    | 5.762,16        | 1991               | 2000                  |          | ddbra.ro                  |
| Domogled - Valea Cernei    | Caraș-Severin, Mehedinți, Gorj            | 61.211          | 1982               | 2000                  |          | domogled-cerna.ro         |
| Defileul Jiului            | Gorj, Hunedoara                           | 11.127          | 2005               | 2005                  |          | defileuljiului.ro         |
| Munții Măcinului           | Tulcea                                    | 11.151,82       | 2000               | 2000                  |          | parcmacin.ro              |
| Munții Rodnei              | Bistrița-Năsăud, Maramureș                | 47.177          | 1990               | 2000                  |          | parcrodna.ro              |
| Piatra Craiului            | Argeș, Brașov                             | 14.773          | 1938               | 2000                  |          | pcrai.ro                  |
| Retezat                    | Hunedoara                                 | 38.047          | 1935               | 2000                  |          | retezat.ro                |
| Semenic - Cheile Carașului | Caraș-Severin                             | 36.664          | 1982               | 2000                  |          | pnscc.ro                  |

### Proposta di apertura alla caccia
Nel 2008 il parlamento rumeno discusse una proposta per consentire la caccia sostenibile all'interno dei parchi nazionali, al fine di gestire la biodiversità della fauna selvatica in tali aree e promuovere maggiormente il turismo; i conseguenti ingressi sarebbero serviti al mantenimento dei parchi. Tuttavia, dopo la protesta delle associazioni ambientaliste, la proposta di legge fu ritirata dal presidente Traian Băsescu e oggi l'esercizio venatorio è proibito in tutti i parchi nazionali della Romania.

## Parchi naturali
Ci sono 17 parchi naturali per un totale di 5.492,33 km²:
| Nome                              | Luogo (Provincia)          | Superficie (ha) | Anno di fondazione | Anno di proclamazione | Immagine | Sito                   |
| --------------------------------- | -------------------------- | --------------- | ------------------ | --------------------- | -------- | ---------------------- |
| Apuseni                           | Alba, Bihor, Cluj          | 75.784          | 1990               | 2000                  |          |                        |
| Balta Mică a Brăilei              | Brăila                     | 17.529          | 1978               | 2000                  |          | bmb.ro                 |
| Bucegi                            | Brașov, Dâmbovița, Prahova | 32.663          | 1974               | 2000                  |          | bucegipark.ro          |
| Cefa                              | Bihor                      | 5.002           | 2010               | 2010                  |          |                        |
| Cindrel                           | Sibiu                      | 9.873           | 2000               | 2000                  |          |                        |
| Comana                            | Giurgiu                    | 24.963          | 2005               | 2005                  |          | comanaparc.ro          |
| Dumbrava Sibiului                 | Sibiu                      | 993             | 1963               | 2000                  |          |                        |
| Grădiștea Muncelului-Cioclovina   | Hunedoara                  | 38.184          | 1979               | 2000                  |          | gradiste.ro            |
| Geoparco dei dinosauri di Hațeg   | Hunedoara                  | 1.023.92        | 2005               | 2005                  |          | hateggeoparc.ro        |
| Porte di Ferro                    | Caraș-Severin, Mehedinți   | 115.665,8       | 1990               | 2000                  |          | portiledefier.ro       |
| Lunca Joasă a Prutului Inferior   | Galați                     | 8.247           | 2005               | 2005                  |          |                        |
| Monti del Maramureș               | Maramureș                  | 148.850         | 2004               | 2004                  |          | muntiimaramuresului.ro |
| Geoparco del Plateau di Mehedinți | Gorj, Mehedinți            | 106,5           | 2005               | 2005                  |          |                        |
| Pianura di Mureș                  | Arad                       | 171,66          | 2005               | 2005                  |          | luncamuresului.ro      |
| Putna-Vrancea                     | Vrancea                    | 30.204          | 2004               | 2004                  |          | putnavrancea.ro        |
| Defileul Mureșului Superior       | Mureș                      | 9.156           | 2007               | 2007                  |          |                        |
| Vânători-Neamț                    | Neamț                      | 30.818          | 1999               | 2000                  |          | vanatoripark.ro        |

## Riserve naturali
Le riserve naturali sono aree naturali protette dalla legge, al fine di proteggere e conservare importanti habitat e specie naturali. Le dimensioni delle riserve naturali variano e dipendono dalla superficie necessaria dagli elementi naturali protetti. Oltre alle attività scientifiche, le amministrazioni che gestiscono le riserve naturali incoraggiano le attività tradizionali e l'ecoturismo che non incidono sul paesaggio naturale. Qui non è consentito utilizzare le risorse naturali.
Ci sono 617 riserve naturali, per un totale di 2.043,55 km².

## Riserve scientifiche
Anche le riserve scientifiche sono aree protette che, come le precedenti, mirano alla tutela e alla conservazione degli habitat naturali. La differenza è che le riserve scientifiche non possono essere visitate dai turisti. Queste aree contengono tipicamente specie rare di piante e animali o particolari elementi naturali, motivo per cui qui sono vietate tutte le attività umane, ad eccezione delle attività di ricerca ed istruzione. L'ingresso senza autorizzazione nelle riserve scientifiche è punibile con multe considerevoli.
CI sono 55 riserve scientifiche per un totale di 1.112,77 km².

## Monumenti naturali
Ci sono 234 monumenti naturali, per un totale di 77,05 km².